# فرانسوا ساباتير
فرانسوا ساباتير (بالفرنسية: François Sabatier)‏ هو عالم موسيقى فرنسي، ولد في 1945.